# Saint-Alban-des-Villards
Saint-Alban-des-Villards település Franciaországban, Savoie megyében. Lakosainak száma 88 fő (2022. január 1.). Saint-Alban-des-Villards Saint-Étienne-de-Cuines, Allevard, Fontcouverte-la-Toussuire, Jarrier, Saint-Colomban-des-Villards, Sainte-Marie-de-Cuines, Saint-Pancrace és Le Haut-Bréda községekkel határos.

## Népesség
A település népessége az elmúlt években az alábbi módon változott:
| Lakosok száma | 96   | 103  | 106  | 100  | 94   | 88   | 87   | 87   | 88   |
|               | 2013 | 2015 | 2016 | 2017 | 2018 | 2019 | 2020 | 2021 | 2022 |